# Церковь Святого Тадевоса (Ддмашен)
Церковь Святого апостола Тадеоса (арм. Դդմաշենի Սուրբ Թադևոս եկեղեցի) — армянская церковь VII века, расположенная в деревне Ддмашен, в Гегаркуникском марзе. Была построена в период архиерейства католикосов-халкидонитов и стала первой в марзе. Имеет крестово-купольную конструкцию. После землетрясения 1907 года восстановлена в стиле, отличном от первоначального.

## Галерея

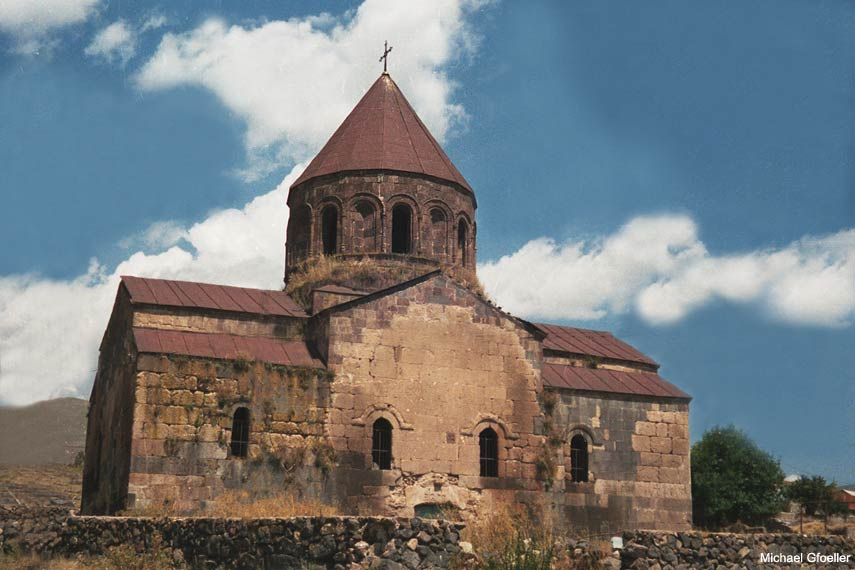
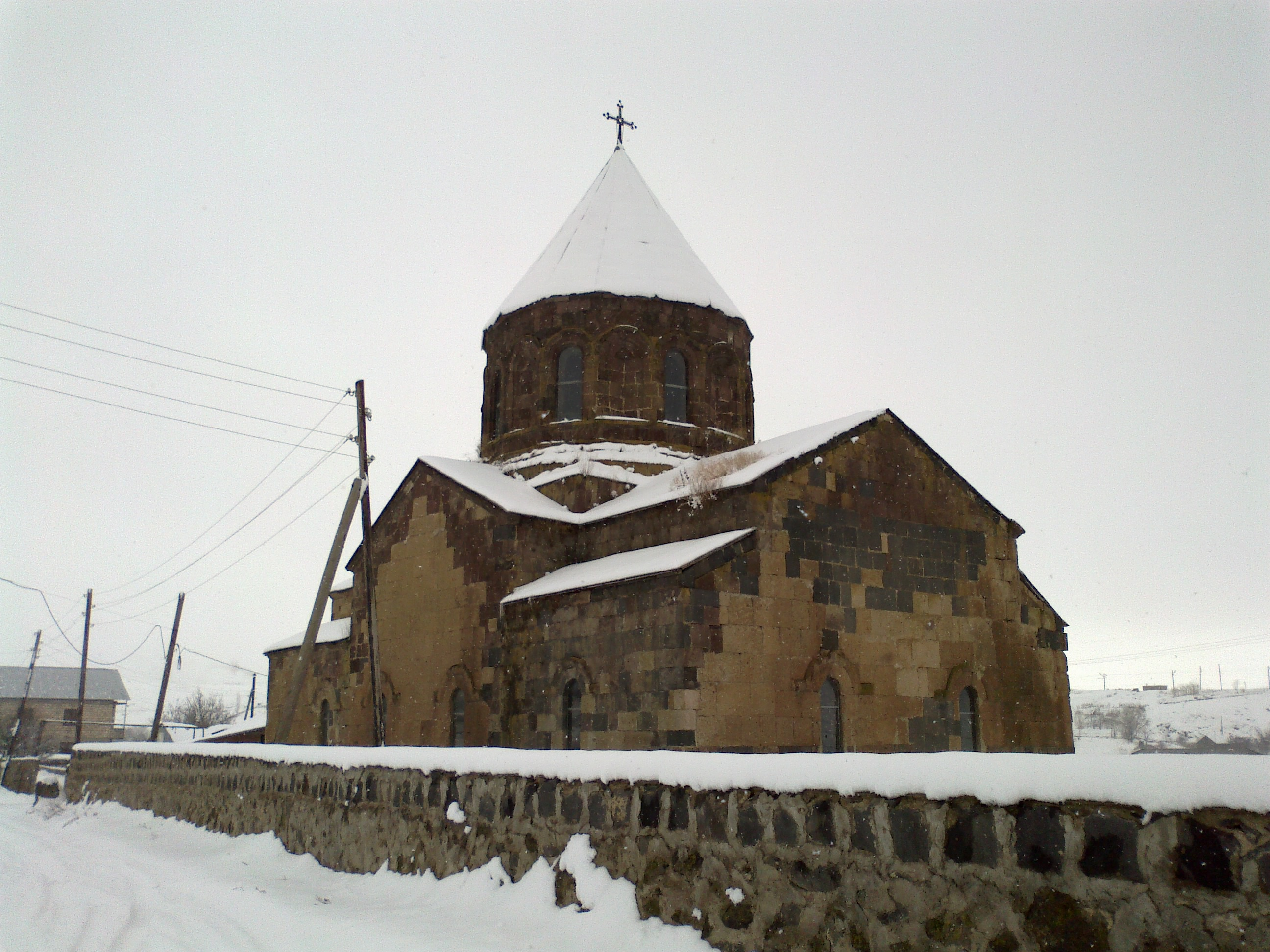
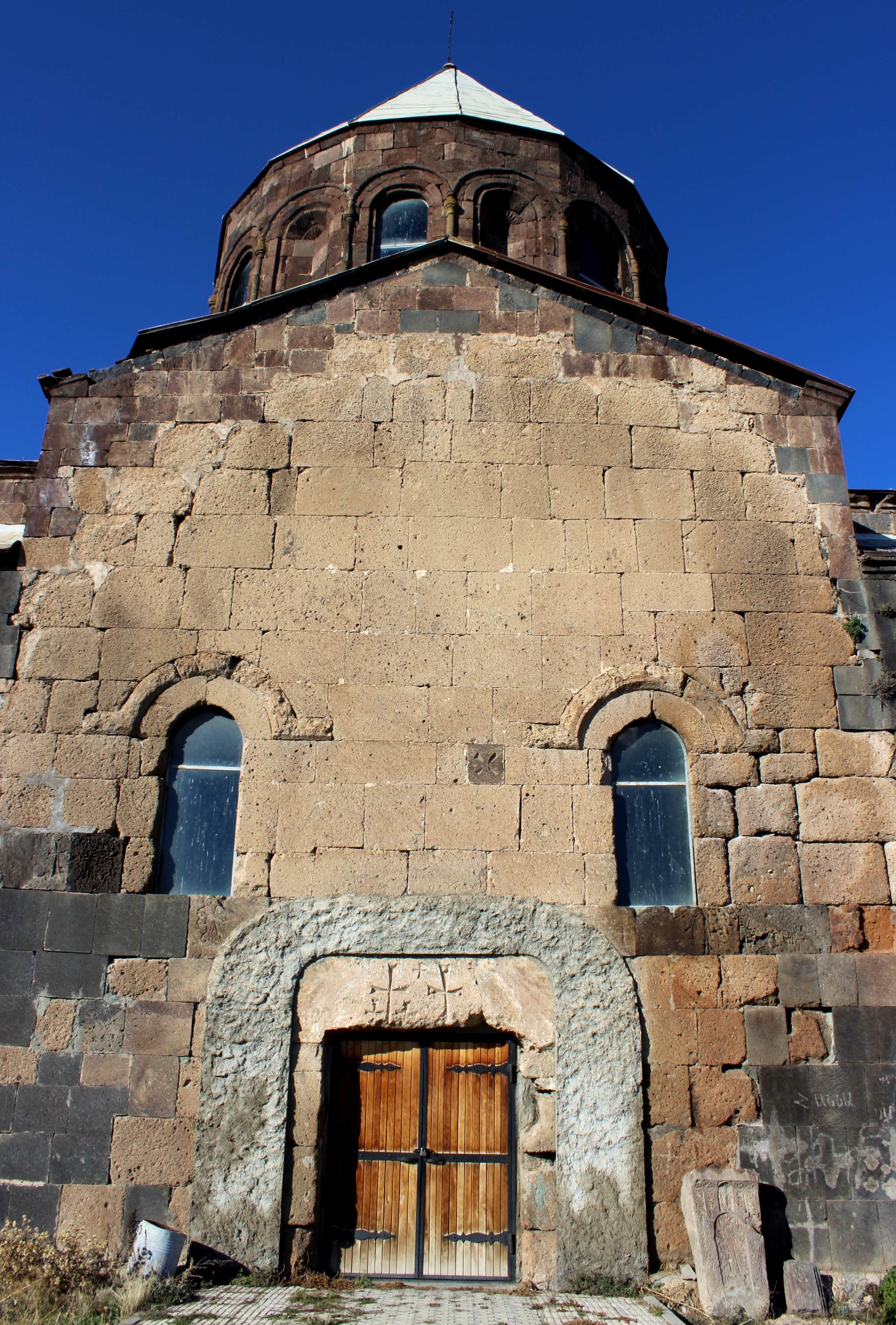
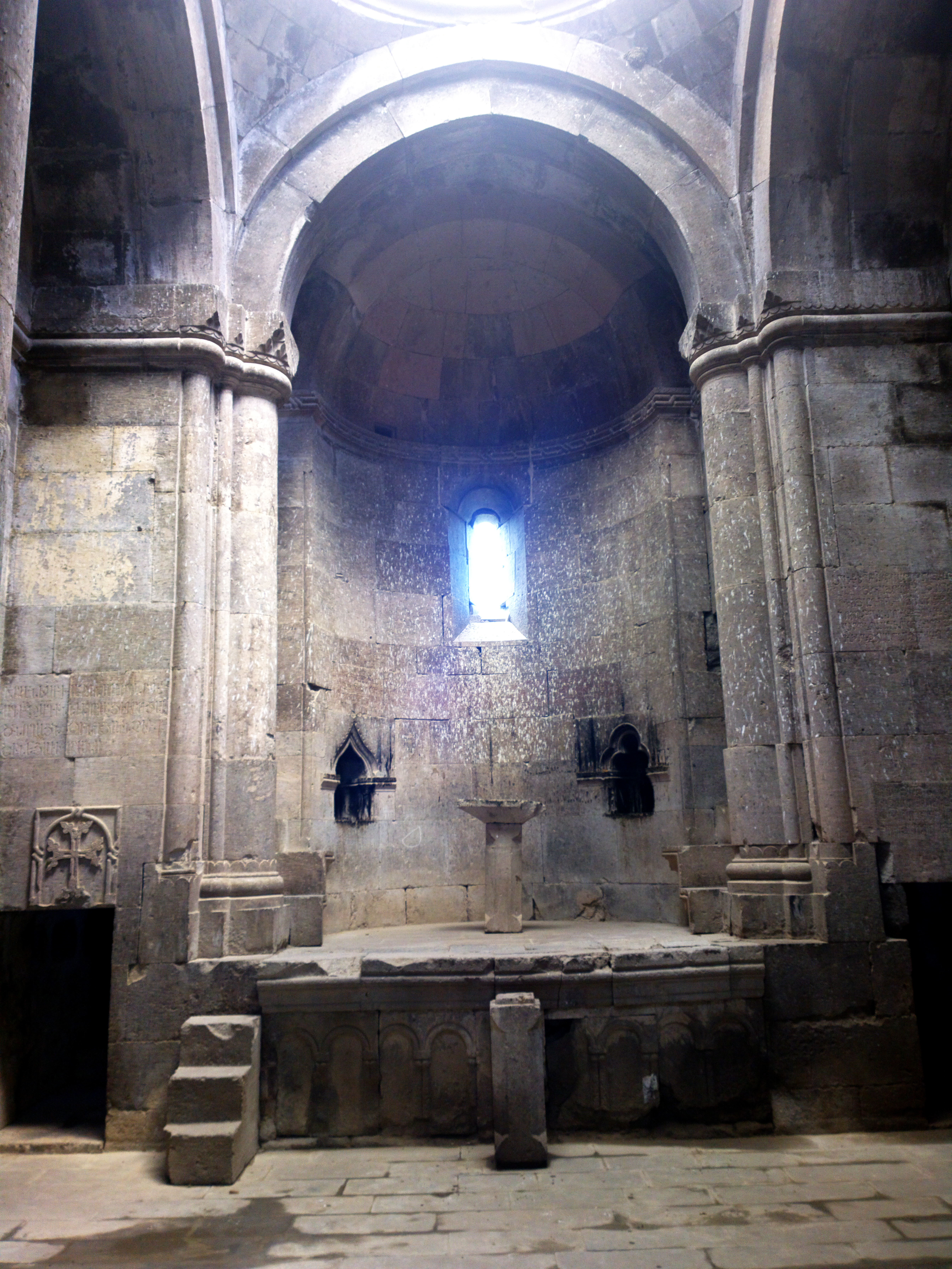
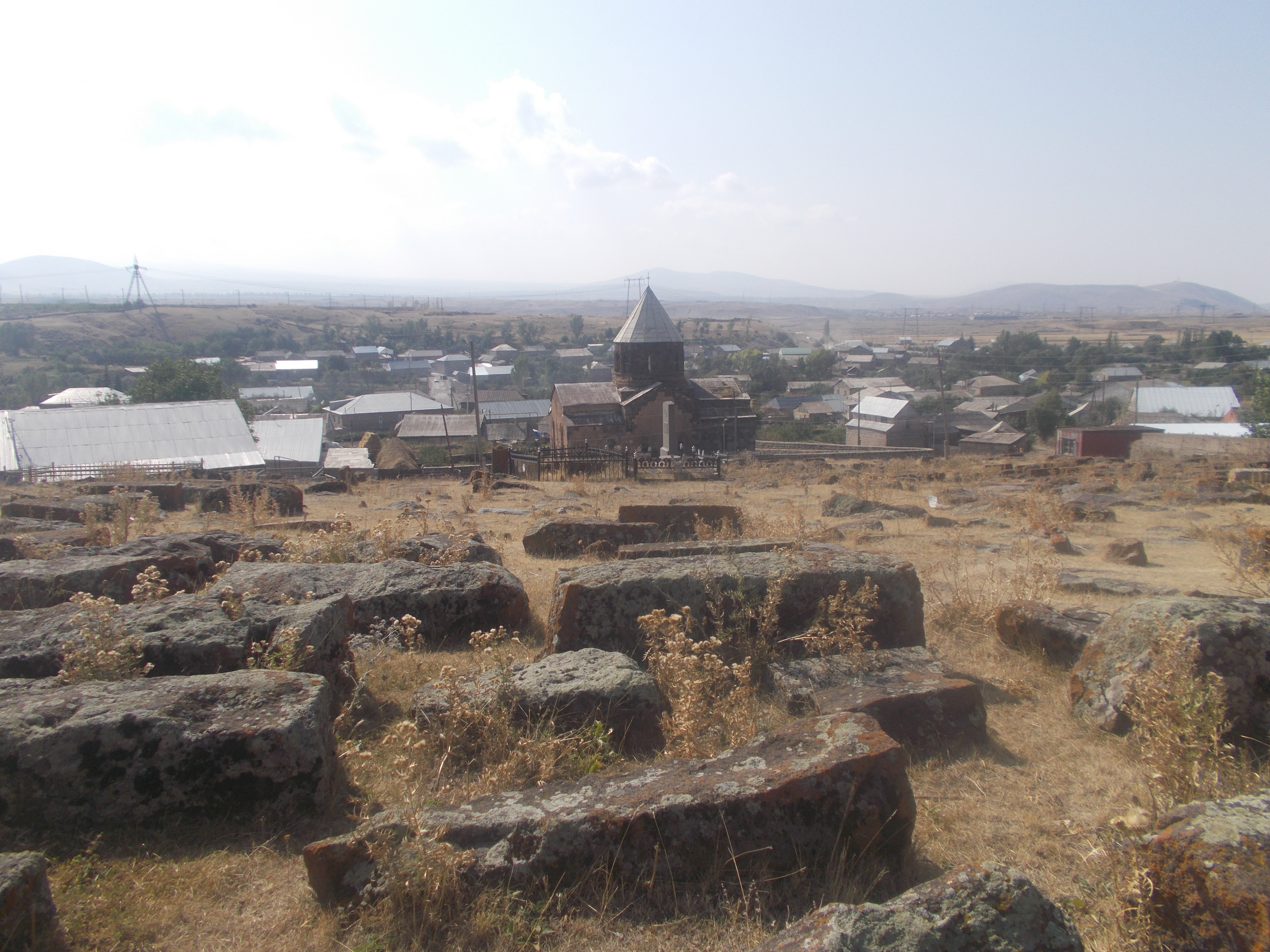
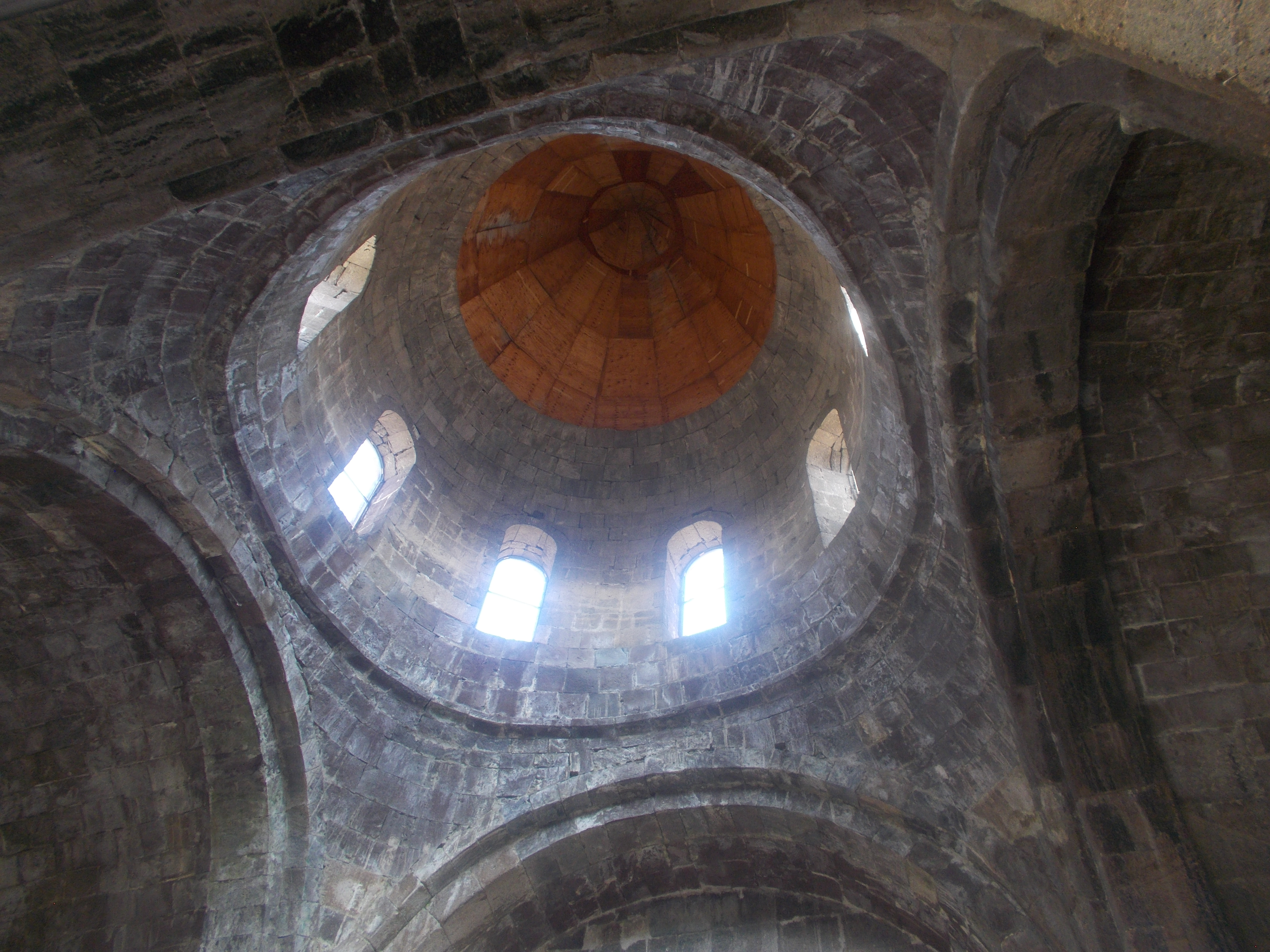
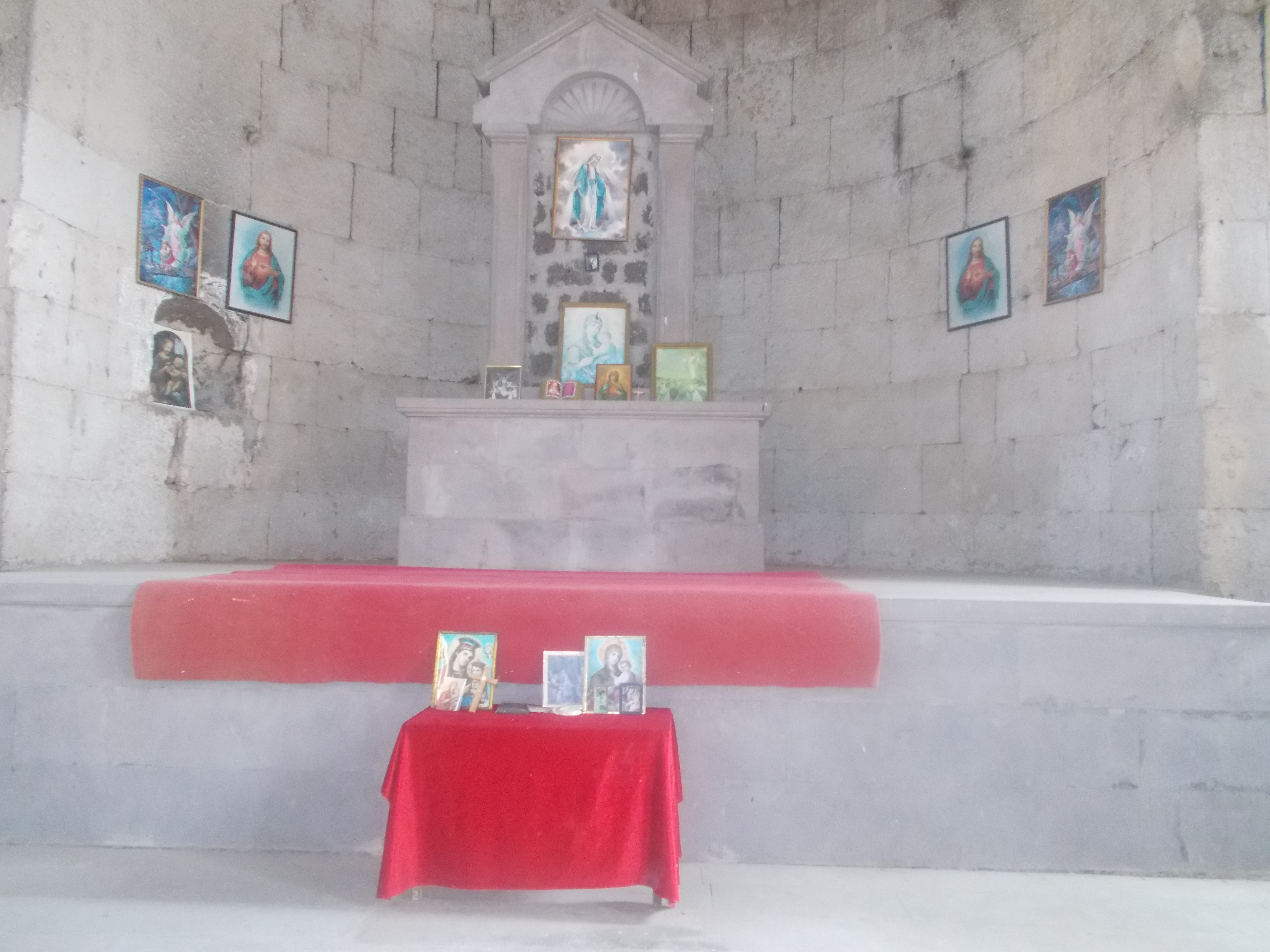